# Крал Шакир
Крал Шакир (на турски: Kral Şakir) е турски компютърно анимиран сериал на Cartoon Network Турция и Grafi2000. Сериала стартира на 16 май 2016 г. по Cartoon Network Турция.

## Актьорски състав
| Seslendirmen   | Герой   |
| -------------- | ------- |
| Мустафа Орален | Шакир   |
| Атила Сендил   | Ремзи   |
| Левент Юнсал   | Неджати |
| Дюзем Атлихан  | Джанан  |
| Сема Кашримън  | Кадрие  |